# Polis efter land

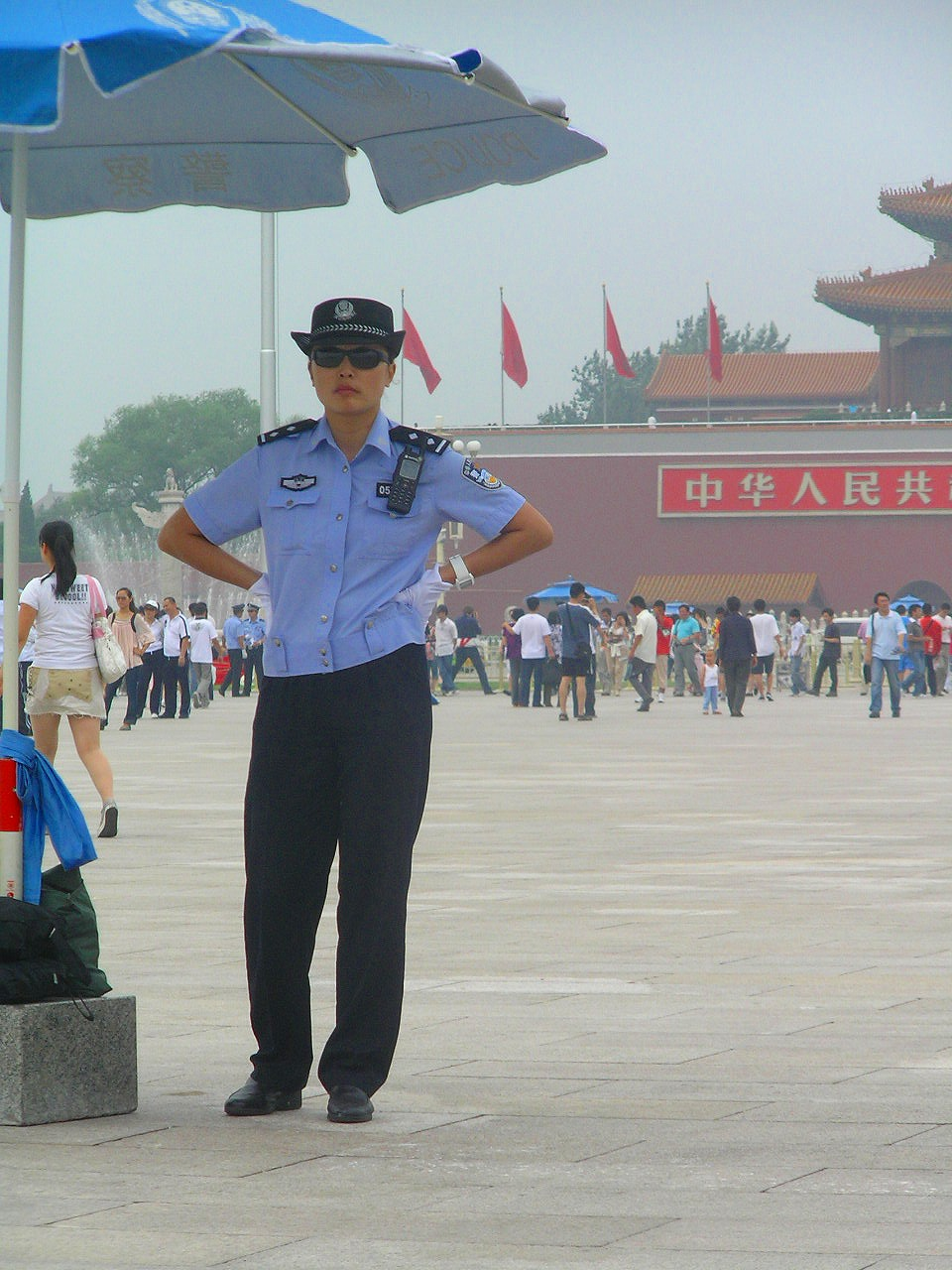
Kinesisk polis på Himmelska fridens torg.

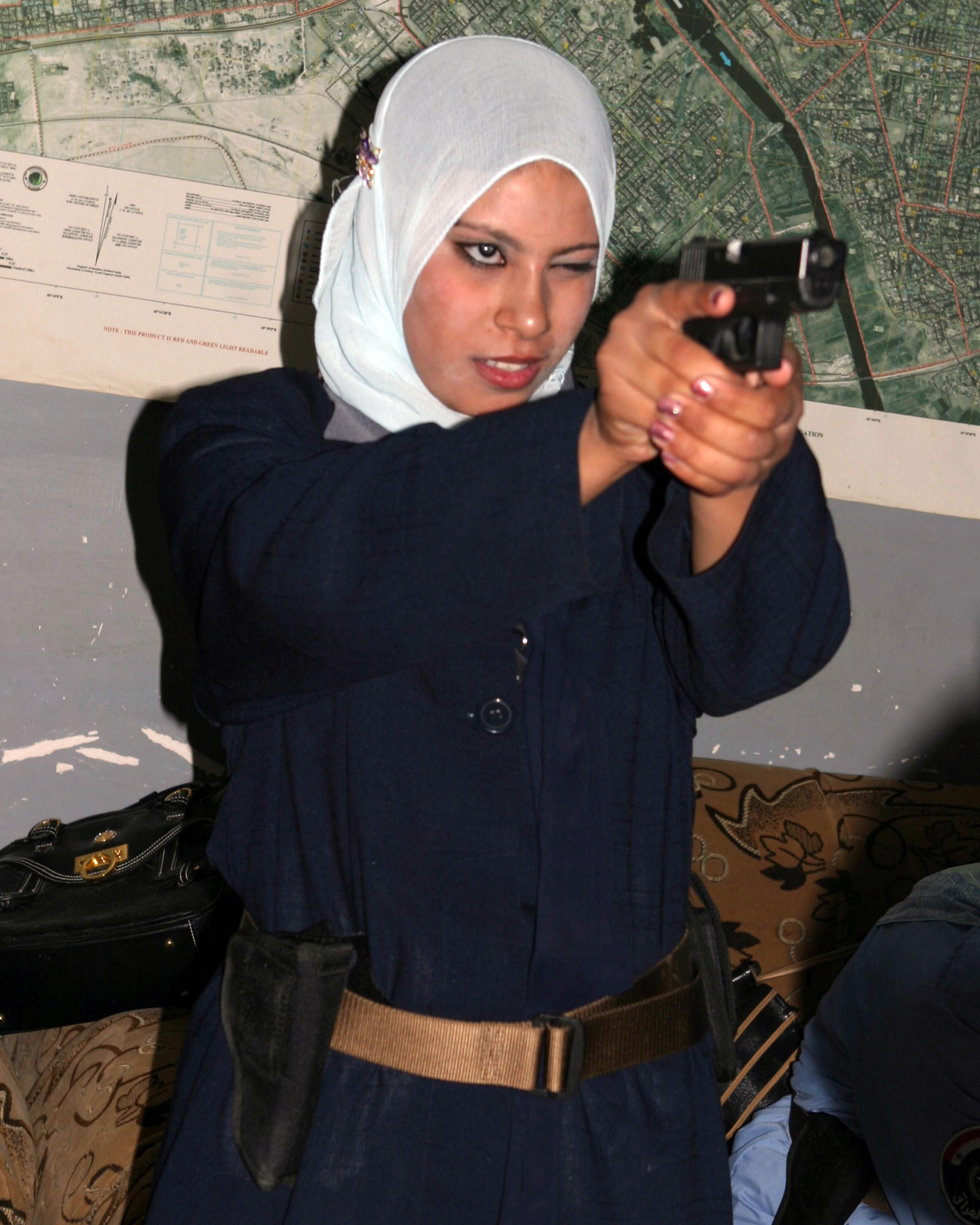
Irakisk polis övar skytte.

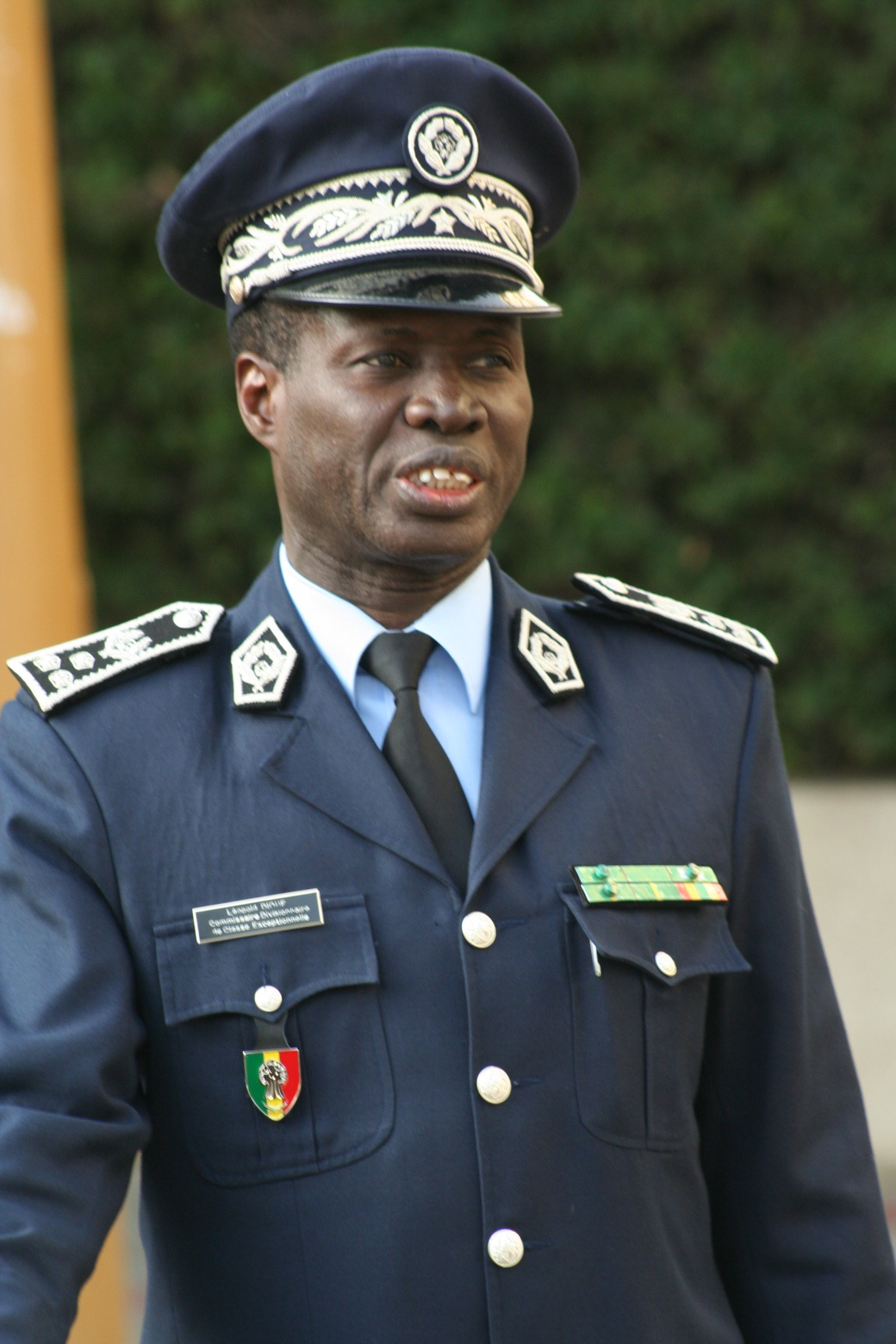
Senegalesisk polisöverintendent.

## Polis i Europa

### Andorra
Andorra har en statlig poliskår, Cos de Policia d’Andorra.
Extern länk: Cos de Policia d’Andorra

### Belgien
Belgien har en lokalt organiserad statlig polis, Police locale/Lokale Politie som verkar inom 196 poliszoner. Det finns dessutom en central statlig polismyndighet, Police fédérale/Federale Politie.
Extern länk: Politie Police

### Danmark
Danmark har en enhetlig, lokalt organiserad, statlig polis, som samtidigt är åklagarmyndighet. Som åklagarmyndighet är polisen underställd riksadvokaten (riksåklagaren) och statsadvokaterna (statsåklagare). Polisverksamheten utövas huvudsakligen inom ramen för poliskretsarna (polisdistrikten). Genom polisreformen 2006 ombildades de tidigare 54 poliskretsarna under polismästare, till 12 poliskretsar under polisdirektörer.
Se även: Polisens grader i Danmark
Extern länk: Politi

### Estland
Estland har en enhetlig, centralt organiserad, statlig polis. Under en rikspolisstyrelse lyder fyra polisprefekturer och tre centrala polismyndigheter (centrala ordningspolisen, centralkriminalpolisen och kriminaltekniska centralen).
Extern länk: Politsei

### Finland
Polisverksamheten i Finland utövas huvudsakligen inom ramen för Finlands 90 härader. Ålands polismyndighet är en självständig enhet som lyder under Ålands landskapsregering. Det finns också riksomfattande enheter, som rörliga polisen, centralkriminalpolisen och skyddspolisen. Till skillnad från de flesta andra europeiska länder leds förundersökningarna i Finland av polisen.
Se även: Polisens grader i Finland
Extern länk: Polisen i Finland

### Frankrike
I Frankrike har två statliga poliskårer huvudansvaret för polisväsendet. Det finns dessutom kommunal polis med begränsade befogenheter i många kommuner.

### Irland
Irland har en enhetlig, centralt organiserad, statlig polis, Garda Síochána.
Extern länk: An Garda Síochána

### Island
Island har en enhetlig, lokalt organiserad, statlig polis, Lögreglan, som samtidigt är åklagarmyndighet. Högsta chef för den isländska polisen är Inrikesministern, som utövar sina ledningsbefogenheter genom rikspolischefen. Island är indelat i 9 polisdistrikt. Varje polisdistrikt, Höfuðborgarsvæðið, Suðurnes, Suðurland, Vestmannaeyjar, Austurland, Norðurland eystra, Norðurland vestra, Vestfjordarna och Västlandet leds av polismästare. Polisens valspråk är með lögum skal land byggja - land skall med lag byggas.
Extern länk: Lögreglan
Se även: Polisens grader på Island

### Italien
Det italienska polisväsendet är organiserat på statlig, regional, provinsiell och lokal nivå. Huvudansvaret för polisväsendet åvilar de statliga poliskårerna.

### Kosovo
Kosovo har en statlig poliskår, Sherbimi Policor i Kosovës (SHPK), med cirka 9000 anställda år 2010. Där omkring 85% av Kosovos poliser är etniska albaner, 15% är etniska serber och andra etniska minoriteter. Polisutbildningen genomförs vid polisskolan i staden Vushtrri. Polisverksamheten i Kosovo är uppdelad i flera enheter, bland annat speciella utryckningsenheten, motorcykelenheten samt hundenheten. 
Extern länk: Shërbimi Policor i Kosovës

### Lettland

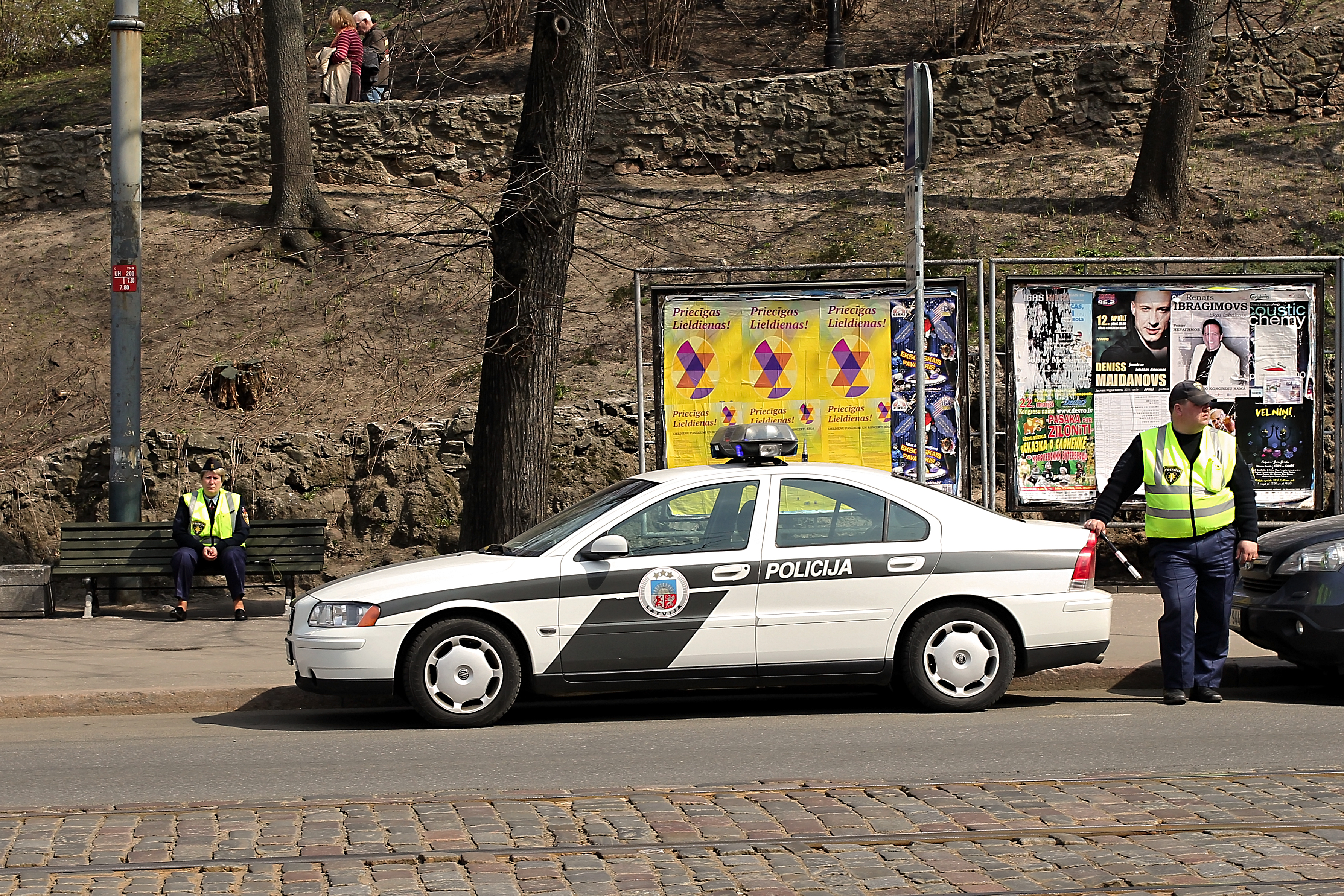
Poliser i Riga.

Polisväsendet i Lettland består av en enhetlig, centralt organiserad statspolis, en säkerhetspolis samt gränsbevakningen. Dessa tre myndigheter är underställda inrikesministeriet. Vid sidan av det statliga polisväsendet har många kommuner börjat etablera en kommunal polis.
Extern länk: Valsts policija

### Liechtenstein
Liechtenstein har en statlig poliskår, Landespolizei Fürstentum Liechtenstein, med 83 poliser och 27 civilanställda år 2008. Det fanns år 2008 dessutom kommunal polis med begränsade befogenheter i åtta av landets elva kommuner. Den grundläggande polisutbildningen genomförs vid den schweiziska polisskolan i Amriswil.
Extern länk: Landespolizei

### Litauen
Litauen har en enhetlig, centralt organiserad, statspolis, som lyder under Inrikesministeriet. Finanskriminalpolisen är en egen myndighet som lyder direkt under Inrikesministeriet.
Extern länk: Policijos departementas

### Nederländerna
Nederländerna har en regionalt organiserad statlig polis. Polisverksamheten utövas inom ramen för 25 regionala polismyndigheter. Det finns också en tjugosjätte, central, polismyndighet med nationellt ansvar (Korps landelijke politiediensten). Det finns också en mindre paramilitär poliskår, Koninklijke Marechausse.

### Norge
Norge har en enhetlig, regionalt organiserad statlig polis, som samtidigt är åklagarmyndighet. Polisverksamheten utövas huvudsakligen inom ramen för 27 polisdistrikt. Polisen i Norge är en av de få poliskårer i världen som i huvudsak uppträder obeväpnad, deras vapen förvaras på polisstationen eller i plomberad ask i polisbilen.
Se även: Polisens grader i Norge
Extern länk: Politi

### Portugal
Portugal har tre statliga poliskårer. Det finns dessutom kommunal polis med begränsade befogenheter.
- Guarda Nacional Republicana, Portugals paramilitära poliskår.
- Polícia de Segurança Pública, Portugals civila statliga polis.
- Polícia Judiciária, Portugals centrala statliga kriminal- och säkerhetspolis.

### San Marino
San Marino har två statliga poliskårer, Corpo della Gendarmeria, en paramilitär poliskår, och Polizia Civile, den civila statliga polisen.
- Polisens grader i San Marino

Externa länkar
- Gendarmeria
- Polizia Civile

### Schweiz
Det schweiziska polisväsendet är organiserat på federal, kantonal och kommunal nivå.  Huvudansvaret för polisväsendet tillkommer de 23 kantonala poliskårerna, utom i de större städerna, framförallt Bern, Zürich och Lausanne där det vilar på den kommunala stadspolisen. Den federala polisen, Bundesamt für Polizei, har viktiga, men begränsade, uppgifter inom kriminal- och säkerhetspolisen. Förslag om att upprätta en federal ordningspolis avvisades av de schweiziska väljarna 1978. Polisen i Schweiz har ca 15 000 poliser och ca 3 000 civilanställda, vilket enligt Organisationen för säkerhet och samarbete i Europa gör det till en av Europas minst polistäta länder i förhållande till folkmängden.
Extern länk: Bundesamt für Polizei

### Spanien
Det spanska polisväsendet är organiserat på tre nivåer, nationellt, regionalt och kommunalt. Huvudansvaret för polisväsendet åvilar de nationella poliskårerna. Vissa av de autonoma regionerna har dock regionala poliskårer med stora befogenheter. Den kommunala polisen har begränsade uppgifter.

### Storbritannien
Storbritannien har ett polisväsende med regionala självständiga poliskårer vilka inte står i ett direkt lydnadsförhållande till centrala ämbetsverk eller statsdepartement, utan endast är ansvariga inför den regionala polismyndigheten. Det politiska ansvaret för polisen i England och Wales åvilar inrikesministeriet (Home Office) medan polisen i Skottland det är den skotska regeringen (Scottish Executive) som har ansvaret. Poliskårerna övervakas av två centrala myndigheter, HM Inspectorate of Constabulary för England och Wales och HM Inspectorate of Constabulary for Scotland.
Det fanns 43 poliskårer i England och Wales år 2008, med 140 500 poliser, 75 000 civilanställda och 13 400 Police Community Support Officers (PCSO). Det finns dessutom över 14 000 frivilliga reservpoliser (Special Constables). En PCSO är en hjälppolis med begränsade befogenheter.
Det fanns åtta poliskårer i Skottland år 2008. De hade 16 164 poliser, 7 030 civilanställda och 1 196 reservpoliser år 2005. Dessutom finns det åtta icke-regionala poliskårer, British Transport Police, Central Motorway Policing Group, Civil Nuclear Constabulary, Ministry of Defence Police, Port of Dover Police, Port of Liverpool Police, The National Crime Squad och Scottish Drug Enforcement Agency.
Den 1 april 2006 bildades Serious Organised Crime Agency (SOCA), som är en central myndighet under inrikesministeriet, inriktad mot att bekämpa grov organiserad brottslighet, framförallt narkotikahandel, flyktingsmuggling och grova bedrägerier.
Polisen i Storbritannien är en av de få poliskårer i världen som i huvudsak uppträder obeväpnad. Detta gäller dock inte Nordirland, där polisen regelmässigt är beväpnad i självförsvarssyfte.
Se även: Polisens grader i Storbritannien
Externa länkar:
- HM Inspectorate of Constabulary
- HM Inspectorate of Constabulary for Scotland
- Police Federation of England and Wales  fackligt

### Sverige
Polismyndigheten är en svensk statlig förvaltningsmyndighet med ansvar för polisväsendet. Polismyndigheten är en enrådighetsmyndighet, och leds av en rikspolischef som inför regeringen ensam bär ansvaret för myndighetens verksamhet. Rikspolischefen utses av regeringen.
Polismyndigheten bildades den 1 januari 2015 genom en sammanslagning av de tidigare 21 lokala polismyndigheterna, Rikspolisstyrelsen och Statens kriminaltekniska laboratorium (SKL). Den verksamhet som SKL ansvarade för utförs nu av avdelningen Nationellt forensiskt centrum (NFC).
Polisverksamheten utövas inom 7 polisregioner som är indelade i lokalpolisområden inom en och samma myndighet Polismyndigheten. 
Säkerhetspolisen (Säpo), fram till 1989 kallad Rikspolisstyrelsens säkerhetsavdelning, förkortad till RPS/Säk, är en svensk säkerhetstjänst med polisiära uppgifter och en av Sveriges två operativ polismyndigheter varav den andra är Polismyndigheten. Säkerhetspolisens uppgift är att skydda Sveriges demokratiska system, medborgarnas fri- och rättigheter och den nationella säkerheten. Till detta ingår bekämpa brott mot rikets säkerhet (Brottsbalken 18 och 19 kap) och att inom Rikspolisstyrelsen leda och bedriva polisverksamhet när det gäller terrorismbekämpning, bevaknings- och säkerhetsarbete som avser den centrala statsledningen eller som har samband med statsbesök och liknande händelser, samt annat personskydd. Från och med 1 januari 2015 är Säkerhetspolisen en egen myndighet direkt underställd Justitiedepartementet.
Titeln polis är i Sverige en så kallad skyddad titel. Detta innebär att en person som vill kalla sig polis måste genomgå svensk polisutbildning. Att kalla sig polis utan att ha den rätta utbildningen är ett grovt brott som faller under brottskategorin "bedrägeri". Att agera polis bland allmänheten är också brottsligt och är ett grovt brott under kategorin "föregivande av allmän ställning"
Extern länk: Polisen

### Tjeckien
Tjeckien har en enhetlig, centralt organiserad, statspolis. Den statliga polisen är organiserad i åtta polisregioner och 86 polisdistrikt som överensstämmer med landets civila territoriella indelning. Personalen består av ca 50 000 poliser och ca 12 000 civilanställda.
Rikspolischef är en polispresident. Under honom lyder polisens centrala ledning med underställda centrala polisorgan såsom nationell insatsstyrka, central kriminalpolis, finanspolis, avdelning för bekämpning av organiserad brottslighet, central narkotikapolis och central kriminalteknisk verksamhet. Under polisdistrikten lyder ca 600 polissationer, ett tiotal järnvägspolisavdelningar, ett tiotal trafikpolisavdelningar och fyra flodpolisavdelningar.
Vid sidan av den statliga polisen har många kommuner en kommunal polis med begränsade befogenheter för trafikövervakning och ordningshållning.
Extern länk: Policie ČR

### Tyskland

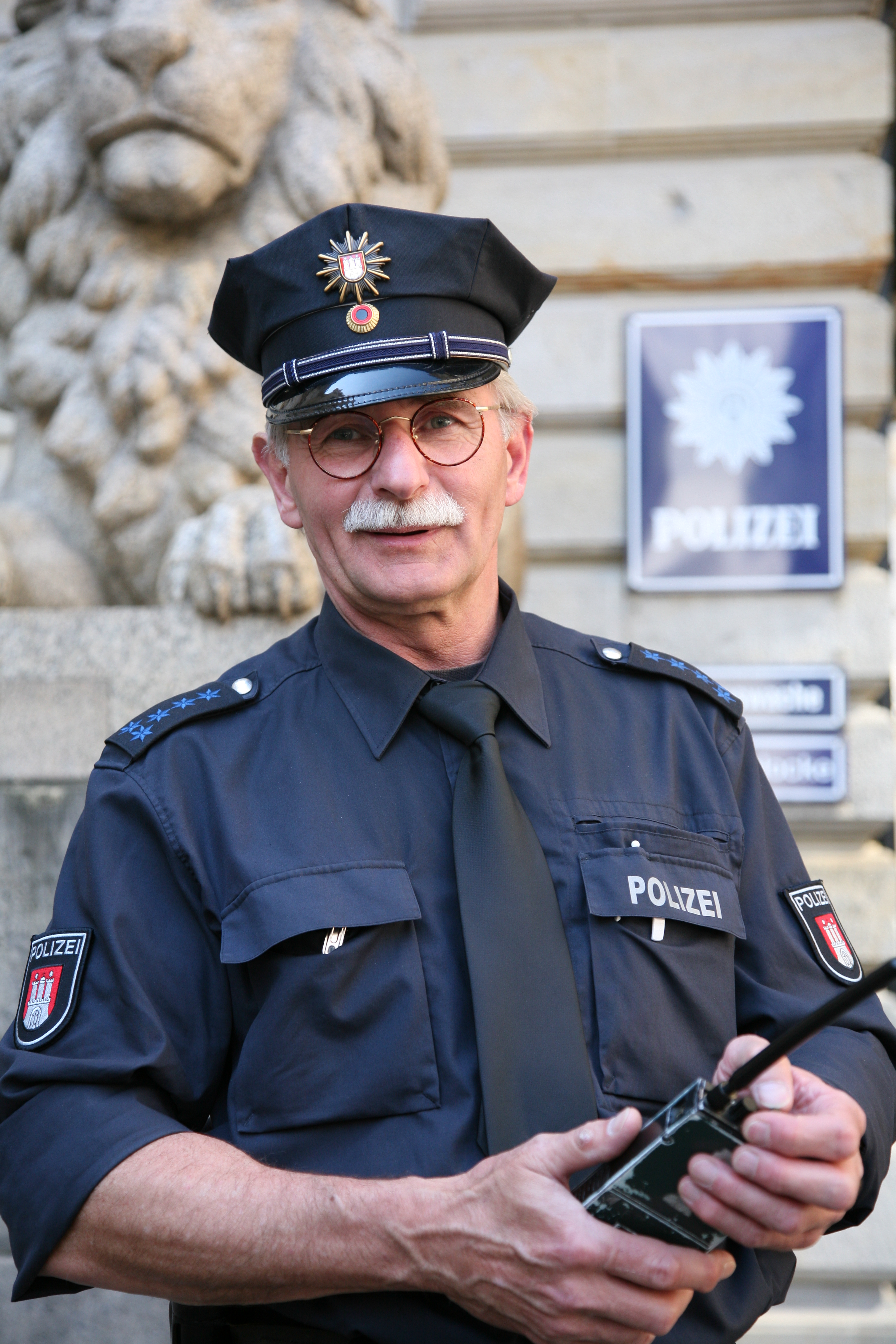
En polis i Hamburg, Tyskland.

Tyskland har ett polisväsende som är organiserat på både federal och delstatlig nivå.
Det finns tre federala polismyndigheter: den federala kriminalpolisen Bundeskriminalamt och den federala ordningspolisen Bundespolizei (tidigare Bundesgrenzschutz), samt Polizei beim Deutschen Bundestag som är det tyska parlamentets egen poliskår.
Den delstatliga polisen är en enhetlig, regionalt organiserad, statlig polis.
Extern länk: Portal der Polizei der Länder

### Vatikanstaten
Ansvaret för allmän ordning och säkerhet i  Vatikanstaten åvilar Vatikanstatens gendarmeri (Corpo della Gendarmeria dello Stato della Città del Vaticano) tillsammans med Schweizergardet och ett särskilt kommando från den italienska statspolisen (Ispettorato di pubblica sicurezza presso il Vaticano).

### Österrike
I Österrike gör man en tydlig förvaltningsrättslig boskillnad mellan polismyndigheterna som juridiskt beslutande instanser - Sicherheitsbehörde - och poliskårerna som operativa organisationer - Exekutivorgane. 
Polismyndigheter är inrikesministeriet, säkerhetsdirektionerna (en för varje delstat), länsstyrelserna och de 14 förbundspolisdirektionerna. Poliskårer är den federala polisen - Bundespolizei - och de kommunala poliskårerna i de 20 städer som har en egen stadspolis samt polisjuristerna (polismyndigheternas ämbetsmän) i den mån de direkt utövar polisiära befogenheter gentemot allmänheten. 
Tidigare fanns det tre federala poliskårer, Bundesgendarmerie (gendarmeriet), Bundessicherheitswachekorps (civila polisen) und Kriminalbeamtenkorps (kriminalpolisen), men de bildar sedan 2005 en gemensam kår.
Extern länk: Bundespolizei

## Polis i Afrika

### Sydafrika
Polisen i Sydafrika har nio poliskårer, en för varje provins, som styrs av den nationella polisen. Under den nationella polisen står även tretton divisionsindelade polisverksamheter. Dessa ansvarar för var sitt verksamhetsområde såsom  underrättelsetjänst, skyddstjänst och gränskontroll.
Extern länk: South African Police Service

## Polis i Amerika

### Argentina
Polisen i Argentina är organiserad på tre nivåer: federal polis, provinspolis och kommunal polis. Den federala polisen består dels av den civila federala polisen – Policía Federal Argentina – som är en federal ordnings- och kriminalpolis, dels av det federala gendarmeriet - Gendarmería Nacional Argentina – som är en militär organisation med ansvar för gränsbevakning och militär ordning och säkerhet. Den har även ett särskilt uppdrag för att bekämpa narkotikasmuggling, terrorism och organiserad brottslighet, samt för att stödja andra polismyndigheter när deras resurser inte är tillräckliga för att upprätthålla allmän ordning. Prefectura Naval Argentina är en federal polisiär kustbevakningsorganisation.

### Belize
Belize har en enhetlig, centralt organiserad, civil statlig polis - Belize Police Department, som har sitt historiska ursprung i British Honduras Constabulary Force grundad 1886. Polisen i Belize är en av de få poliskårer i världen som i huvudsak uppträder obeväpnad.

### Brasilien
Polisen i Brasilien är i organiserad på två nivåer: federal polis och delstatlig polis. Endast undantagsvis förekommer en kommunal polis. Den federala polisen - Departemento de Polícia Federal (DPF) –  utreder brott begångna mot den federala regeringen, dess myndigheter och företag, bekämpar internationell narkotikahandel samt ansvarar för gräns-, flyg- och sjöpolis. De delstatliga poliskårerna består dels av civil kriminalpolis - Polícia Civil (PC) – dels av paramilitär ordningspolis - Polícia Militar (PM), som även ansvarar för brandförsvaret. Staden São Paulo är den enda större kommun som har en egen poliskår.

### Chile
Polisen i Chile är statlig. Det finns dels en civil kriminalpoliskår - Policía de Investigaciones de Chile (PDI) – dels en paramilitär ordningspoliskår – Carabineros de Chile - som administrativt lyder under försvarsdepartementet och operativt under inrikesministeriet.

### Colombia
Polisen i Colombia är statlig. Det finns dels en säkerhetspolis - Departamento Administrativo de Seguridad (DAS) – som ansvarar för säkerhetsunderrättelsetjänst, vissa brottsutredningar, migrationsfrågor och personskydd, dels en statspolis - Policía Nacional – med ett generellt ansvar för allmän ordning och säkerhet samt för brottsbekämpning.

### Dominikanska republiken
Dominikanska republiken har sedan 1936 en enhetlig, centralt organiserad, statlig polis - Policía Nacional Dominicana.

### Ecuador
Ecuador har en enhetlig, centralt organiserad, paramilitär statlig polis - Policía Nacional. Militären deltar i viss utsträckning i brottsbekämpningen genom att armén och polisen genomför gemensamma patrulluppdrag.

### El Salvador
El Salvador har sedan 1993 en enhetlig, centralt organiserad, civil statlig polis, Policía Nacional Civil (PNC). PNC grundades som ersättare för de tre statliga poliskårer som upplöstes till följd av fredsavtalet efter inbördeskriget 1980-1992.

### Guyana
Guyana har en enhetlig, centralt organiserad, statlig polis - Guyana Police Force, som har sitt historiska ursprung i en paramilitär styrka grundad i Brittiska Guyana 1891.

### Haiti
Haiti har en enhetlig, centralt organiserad, civil statlig polis - Police Nationale d'Haïti (PNH) - vilken grundades 1995 som en del i demokratiseringen av Haiti efter att president Jean-Bertrand Aristide återvände till landet 1994. Till stöd för PNH arbetar FN:s civila poliskontingent (CIVPOL), som är en del av FN:s fredsbevarande styrka i landet. PNH erhåller också omfattande bilateralt stöd från USA och Kanada.

### Honduras
Honduras har en centralt organiserad civil statlig polis - Policía Nacional Preventiva. Som en del av demokratiseringsprocessen efter militärdiktaturen efterträdde den 1997 den tidigare paramilitära Fuerza de Seguridad Pública (Fusep) som var en fjärde försvarsgren inom den honduranska försvarsmakten. På grund av den stora brottsligheten och bristande resurser hos den civila polisen deltar dock militären fortfarande i brottsbekämpningen, då stora delar av armén genomför gemensamma patrulluppdrag tillsammans med den civila polisen. Det finns även en narkotikapolis - Dirección de Lucha contra el Narcotráfico (DLCN).

### Kanada
Polisen i Kanada är i princip organiserad på tre nivåer: federal polis, provinspolis och lokal polis. Då den federala polisen genom avtal övertagit ansvaret för såväl provinspolis som lokal polis i stora delar av landet, har Kanada en ovanligt enhetlig polisorganisation för en förbundsstat. Det är bara i Ontario och Québec som det finns ett fullt utbyggt system med provinspolis och lokal polis.

### Mexiko
Polisen i Mexiko är i organiserad på tre nivåer: federal polis, delstatlig polis och kommunal polis. Därtill kommer polisen i Mexico City, som är ett federalt distrikt (Distrito Federal). Överordnande organ är det federala säkerhetsministeriet och samordnande organ är det nationella säkerhetssystemet (Sistema Nacional de Seguridad Publica).

### Nicaragua
Nicaragua har en enhetlig, centralt organiserad, civil statlig polis - Policía Nacional. På grund av bristande anslag och personalbrist biträder armén polisen med att upprätthålla allmän och ordning och säkerhet på landsbygden.

### Paraguay
Paraguay har en enhetlig, centralt organiserad, paramilitär statlig polis - Policía Nacional. Större delen av polispersonalen utgörs av värnpliktiga.

### Peru
Peru har sedan 1988 en enhetlig, centralt organiserad, statlig polis - Policía Nacional del Perú (PNP).

### USA
USA är en förbundsstat där den federala och den delstatliga makten är strängt delad enligt konstitutionen. Därför är också den federala polisen rigoröst åtskild från den delstatliga och den federala polisen kan endast verka inom de områden som faller inom federal jurisdiktion, medan den delstatliga polisen saknar befogenhet att bekämpa federala brott. 
De flesta poliser verkar inom den delstatliga jurisdiktionens område. År 2000 fanns det 88 496 federala poliser, men 708 023 poliser som verkade inom ramen för en delstatlig jurisdiktion. Inom den delstatliga jurisdiktionen finns det poliser på central delstatlig nivå (statspolis), countynivå (sheriffer) och lokal nivå (kommunal polis). Av dessa är den lokala nivån störst med 443 550 poliser år 2000.  Detta gör också att det finns ett mycket stort antal polismyndigheter i USA. År 2000 fanns det 17 784 polismyndigheter inom den delstatliga jurisdiktionens område.
Extern länk: USACOPS

### Uruguay
Uruguay har sedan 1829 en enhetlig, centralt organiserad, statlig polis - Policía Nacional.

### Venezuela
Venezuela har två utredande federala polismyndigheter, dels den federala säkerhetspolisen - Direccion de Investigaciones de los Servicios de Inteligencia y Prevencion (DISIP) – dels den federala kriminalpolisen - Cuerpo de Investigaciones Cientificas, Penales y Criminalísticas (CICP). Dessutom finns det över 450 delstatliga och kommunala poliskårer. Bland dessa kan nämnas Fuerza Armada Policial del Estado Lara (statspolisen i Lara), Policia Metropolitana (stadspolisen i Caracas) och Policia Municipal de Chacao (den kommunala polisen i Chacao).

## Etymologi
Ordet polis är från 1530-talet med innebörden politik, policy, via mellan franska polis 1400-talet. Från latinets politia civil förvaltning, från grekiska polis, πόλις, som betyder stad. Fram till mitten av 1800-talet används ordet i England för civil administration, i betydelsen administration av den allmänna ordningen. Den första organisationen som anges i England vad gäller det är den marina polisen, inrättad 1798, för att skydda varor i Londons hamn. Den första dokumenterade polisstaten i den meningen att staten regleras genom en nationell polis är daterat till 1865 i Österrike. Polisens interventioner i internationell bemärkelse, militärt ingripande i kort krig, med avsikt att korrigera laglöshet, skedde först 1933.